# Epiales
Nella mitologia greca, Epiales (anche Epialos, Epioles o Epialtes) (in greco: Επιάλης, Επιάλτης), era uno spirito (dàimon) e personificazione degli incubi.

## Nella cultura di massa
Epiales appare nel libro "Luce e Tenebra" di Rick Riordan e Mark Oshiro, come antagonista secondario. 